# Порсгрунн
По́рсгрунн (норв. Porsgrunn) — коммуна в губернии Телемарк в Норвегии. Административный центр коммуны — город Порсгрунн. Официальный язык коммуны — нейтральный. Население коммуны на 2007 год составляло 34 186 чел. Площадь коммуны Порсгрунн — 164,64 км², код-идентификатор — 0805.

## Общая информация

### Название
Название впервые упоминается в 1576 году («Porsgrund») писателем Peder Claussøn Friis в его произведении Concerning the Kingdom of Norway. Он писал: «В двух с половиной милях от моря река Шиен впадает в фьорд, и это место называется Порсгрунд».

## История
Население коммуны за последние 60 лет.

Статистика коммуны Порсгрунн

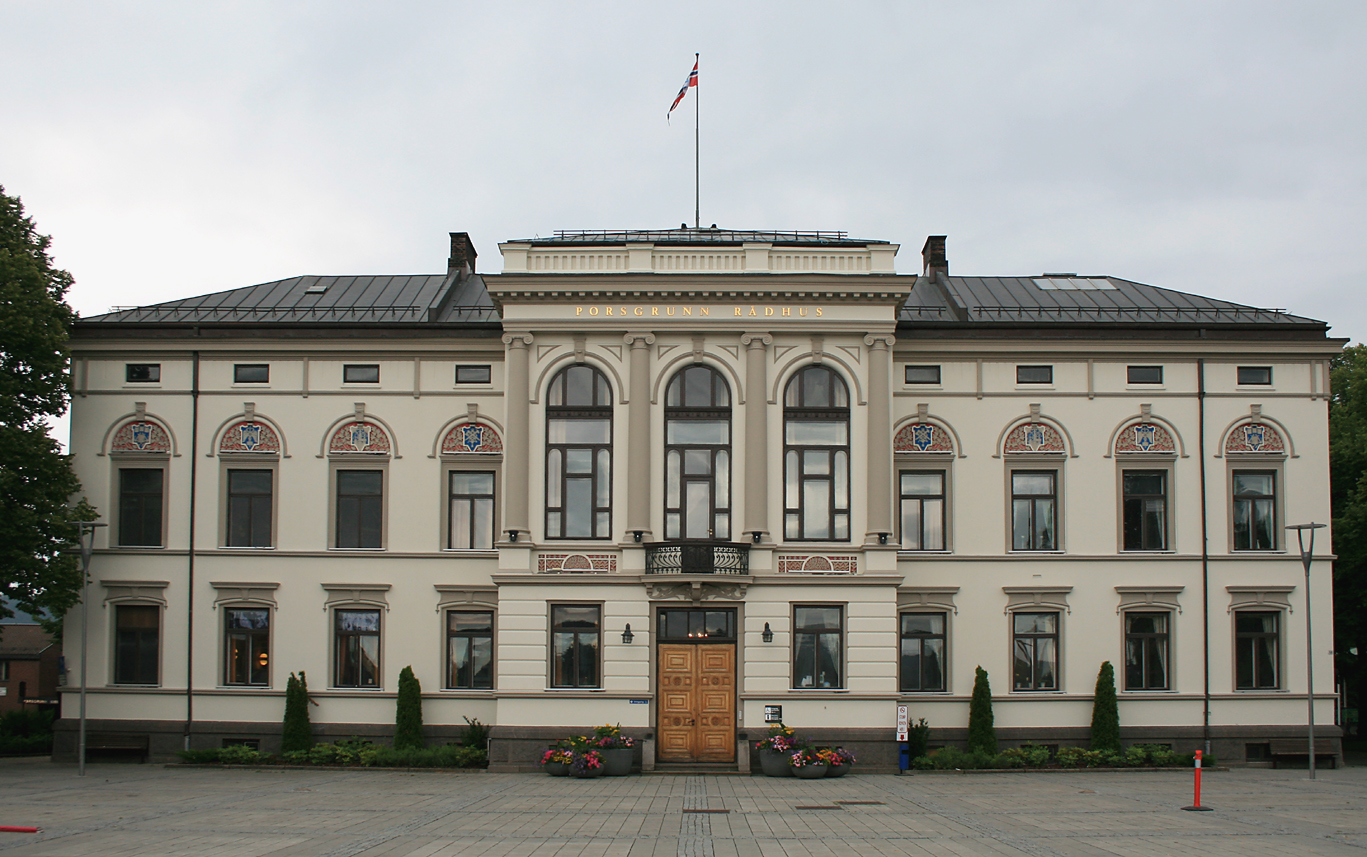
Porsgrunn City Hall